# Nimfa (imię)
Nimfa – imię żeńskie pochodzenia greckiego, od gr. νύμφη (nymphe) – "dziewczyna, narzeczona". Patronką tego imienia w Kościele katolickim jest św. Nimfa, córka prefekta Palermo w czasach Konstantyna Wielkiego.
Zobacz też: nimfy
Nimfa imieniny obchodzi 10 listopada.